# Францисканці
Франциска́нці або Отці Франциска́нці чи точніше Отці Франциска́ни (англ. Fathers Franciscans) — представники О́рдену Браті́в Ме́нших (лат. Ordo Fratrum Minorum, OFM), католицького жебракуючого чернечого ордену. 
Разом з Братами з Ордену Отців Домінікан сформували новий тип чернечих спільнот, що складалися з мандрівних ченців. Орден францисканців — один з найчисельніших у Церкві. Заснований 1209 року італійським святим Франциском Ассізьким. Схвалений Папою Іннокентієм III, затверджений Папою Гонорієм III (1223). Проповідує християнство шляхом наслідування Господа Ісуса Христа та Його Апостолів; постулює любов до ближнього, бідність, безкорисність, цноту, благодійність. Керується Загальними зборами ордену на основі Орденського статуту (Правила). Очолюється генералом. Одразу ж після заснування утвердився у більшості країн Європи, насамперед Італії, Іспанії, Франції, Німеччині. В Україні відомий з XIII століття, брав участь у переговорах короля Данила зі Святим Престолом. 
Отці Францискани отримали від Святого Престолу право викладати в Школах і Університетах (1256), займатися пастирськими обов'язками, утримувати освітні заклади (1565). Пережив декілька розколів, що дали початок різним відгалуженням: обсерванти (на теренах Речі Посполітої мали назву бернардини), конвентуали, капуцини, амадеїти, кларетини, реформати, реколекти, алькантаристи та інші. 1897 року обсерванти, реформати, алькантаристи і реколекти були об'єднані папою Левом XIII в один Орден Менших братів. Паралельно діє жіноче відгалуження ордену — сестри клариски, а також спільнота світських братів і сестер — терціаріїв. Францисканці дали Церкві близько 500 святих (Клара Ассізька, Антоній Падуанський, Єлизавета Угорська); вони приділяли велику увагу розвитку теології, філософії, науки (Роджер Бекон, Раймунд Луллій, Вільям Оккам), були будівничими багатьох Університетів Заходу (Париж, Тулуза, Оксфорд, Кембридж, Падуя, Болонья, Флоренція, Рим, Мілан, Саламанка, Кельн). Орден відіграв значну роль у християнізації та окультурення Латинської Америки та азійських країн. Також — міно́рити, брати менші.

## Історія

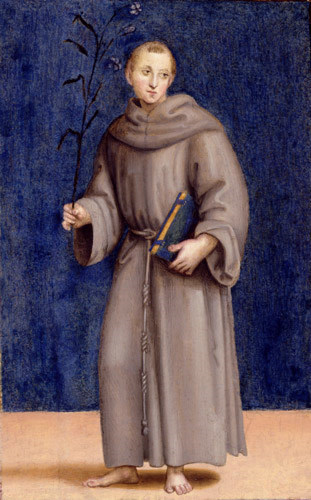
Антоній Падуанський у францисканському габіті

Заснований у 1207—1209 роках в Італії Франциском Асізьким (1181/82-1226; звідси і назва) як братство міноритів. У 1212 році створено жіночу гілку чину — орден Кларисок. У 1223 році статут ордену затвердив Папа Гонорій III. Завданням ордену була боротьба з єретиками і проповідницька діяльність серед народу ідеалів аскетизму та любові до ближнього. На чолі ордену стояв генерал. З 1226 року францисканиці отримали право викладати в університетах. У 1525 році як відгалуження ордену виник чин капуцинів. Нині орден разом зі своїми відгалуженнями налічує близько 40 тис. осіб.

### Францисканці в Україні
На українських землях францисканці відомі з XIII століття. Зокрема, члени Ордену брали участь у дипломатичних контактах короля Данила з Римом.
За переказами перші франицсканські монастирі постали у Києві та Львові в XIII столітті. Проте згідно з документами вони були засновані лише в XIV столітті — у Перемишлі, Львові, Галичі та Кам'янці.
У реєстрі францисканських провінцій і вікаріатів  від 1334 року (за іншими даними – 1340-1345 рр.) згадується вікаріат Русі (vicaria Russiae). В латиномовних джерелах XIV століття Руссю, або ж королівством Русь (лат. Regnum Russiae), називали Галицьке князівство. Згідно з реєстром осідком  францисканських місій були Lemburgae (Львів),  Grodech (Городок), Galciff  (Галич), Colomia  (Коломия), Nostin  (Снятин),  Cusminen (Кузьмин, нині Валя Кузьмина), Cereth (Серет), Moldaviae (Молдава, нині Бая), Caminix (Камінь = Корочунов Камень, нині П'ятра-Нямц), Scotorix (Яський Торг, нині Ясси), Licostoni (Лікостомо, нині Кілія), Albi castri (Білгород, нині Білгород-Дністровський). Місії розташовувалися уздовж так званого старого Берладського шляху, що вів із Львова  до Чорного моря територіями, частина з яких згодом увійшла до складу Молдавського князівства.   Лише топонім Cotcham важко пов’язати з якимось населеним пунктом, але це не міг бути Хотин, тому що малося на увазі поселення, розташоване між Яссами і Кілією.
Збереглися свідчення, що в червні 1340 року у місті Серет загинули францисканські ченці Блажей (Власій) і Марек. Вони начебто «впали під народними сокирами». Цілком ймовірно, що ці події були пов’язані з отруєнням у квітні 1340 року галицько-волинського князя Юрія-Болеслава Тройденовича і народним «повстанням» проти іноземців, а також представників католицьких церковних і чернечих організацій, що мали особливий вплив у державі. 
У своїй діяльності серед некатолицького населення францисканці відзначалися віротерпимістю. Францискани мали підтримку короля Казимира Великого та князя Владислава Опольського. З 1409 року після конфлікту Владислава II Ягайла зі львівськими францисканами орден був позбавлений державної підтримки. В українських землях францисканам належало 20 монастирів із невеликими землеволодіннями. Окремі місії францисканів існували до початку XVIII століття у Судаку і Балаклаві. У XVI столітті від францисканців відокремилися капуцини, які створили власний орден із більш аскетичним статутом. До початку XIX століття францисканці були повністю витіснені російською адміністрацією з Правобережної України. Осередки францисканів на західноукраїнських землях діяли до 1946 року.
Орден відновив свою діяльність після падіння комуністичного режиму в 1991 році. Першим місцем, куди прибули францисканці після урядових змін, був Львів. Згодом були засновані монастирів у Борисполі, Більшівцях, Кременці і Мацьківцях.

### Участь в інквізиції
Коло 1236 року Папа Григорій IX надав францисканцям разом із домініканцями інквізиторські повноваження. Початково, у боротбі з єресями, францисканці використовували методи проповідей і власного прикладу праведного життя. Писали власні посібники для керівництва інквізиторами, такі як Codex Casanatensis XIV століття.

## Статут

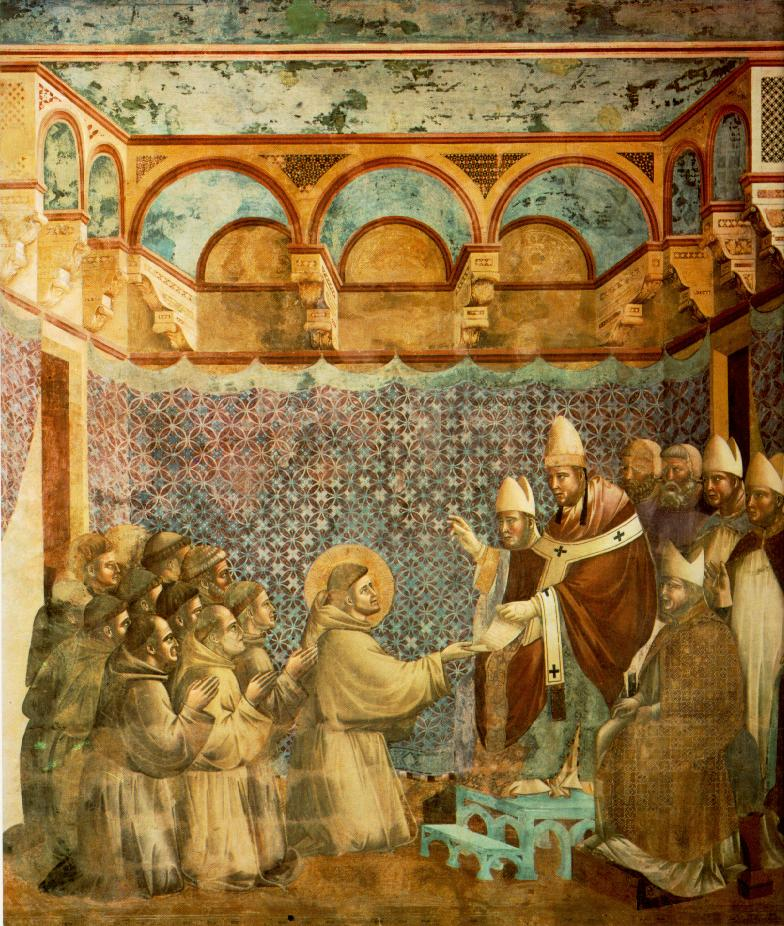
Схвалення статуту францисканців папою Іннокентієм III (Джотто, 1295, Верхня базиліка святого Франциска в Ассізі)

Орден францисканців керується у своїй діяльності статутом (конституцією) Ордену, відомою як «правило святого Франциска» (лат. Regula Fratum Minorum). Традиційно, його основні положення приписуються святому Франциску, проте більшість деталей були визначені за головування Елії Коротонського, після 1239 року. Статут складається з частин, присвячених організації Ордену, адмініструванню, опису посад тощо.
За статутом, Орден очолює генерал (генеральний міністр). Його обирають міністри-провінціали з числа членів Ордену на Загальних зборах (Генеральній капітулі) Ордену. Загальні збори проводяться кожні 12 років. Первісно генерал Ордену обирався пожиттєво, проте згодом було визначено термін його повноважень. У 1517—1571, 1587—1862 роках цей термін становив 6 років, у 1571—1587 роках — 8 років, від 1862 року, за рішенням папи Пія IX, — 12 років. Резиденція генерала розташована в Римі, в Колегії святого Антонія по вулиці Вія-Мерулана.
Орден поділяється на провінції. Члени Ордену діють на теренах і у відповідності з постановами цих провінцій. Групи провінцій утворюють округ. Кожен округ визначає свого представника — дефінітора (лат. definitor), що працює в Римі радником генерала Ордену. Ці представники обираються кожні шість років на Загальних і проміжних зборах (лат. congregatio intermedia). Зазвичай, вони проводяться кожні 6 років, але можуть бути зібрані будь-коли в будь-якому місці на потребу генерала.
Провінції Ордену очолюють провінціали (провінціальні міністри, лат. ministri provinciales). Вони обираються кожні три роки на Провінційних зборах (Провінційних капітулах). До цього, термін їхніх повноважень різнився: 3 роки (1517—1547, після 1587), 6 років (1547—1571), 4 років (1571—1587). У провінціях провінціали щорічно проводять проміжні провінційні збори (лат. capitulum intermedium). На них обираються голови францисканських черенчих домів (монастирів, conventus) провінції терміном на один-півтора року. Цих голів називають суперіорами (лат. superiores) або президами (лат. praesides); якщо вони мають у підпорядкуванні шість ченців або черниць, то звуться гвардіанами (настоятелями; раніше — сторожами).
Провінціали зобов'язані піклуватися про провінцію, відвідувати доми і резиденції Ордену. Генерали повинні так само здійснювати контроль над діяльністю усього Ордену шляхом особистих візитів, або через візитаторів (візитаторів-генералів, лат. vistatores generales).
Окремі чернечі доми (монастирі) Ордену складаються з трьох категорій францисканців: (1) отців (лат. patres), ченців, які є постійними священиками; (2) братів-кліриків (лат. fratres clerici), ченців що готуються до священства; і (3) братів-мирян (лат. fratres laici), світських осіб, що допомагають монастирському дому. Новачки, що хочуть стати членами Ордену, проходять декілька років новіціат у монастирі. Монастирі, які служать певним визначеним цілям Ордену називаються колегіями (collegia). Їх не слід плутати із сучасними серафічними колегіями, де молодих новачків навчають гуманітарним наукам та підготовці до новіціату. Згідно зі статутом франицсканці дають обітницю бідності; ні Орден, ні жодний з його членів не може мати приватної власності.
Обов'язки отців-францисканців різноманітні: вони виконують адміністративну роботу в Ордені; працюють викладачами в університетах або дослідниками в наукових інститутах; займаються проповідуванням; реалізовують різні місії з дозволу суперіора.
Захистом прав Ордену в Римській курії здійснює особливий кардинал-протектор. Він не має реальної влади всередині Ордену, хоча цей пост був запроваджений самим святим Франциском.

## Провінції
- Провінція святого Архангела Михаїла (Україна)

## Святі і відомі діячі
- св. Франциск Ассізький
- св. Клара Ассізька
- св. Антоній Падуанський
- св. Джузеппе з Копертіно
- св. Максиміліан Кольбе - мученик, загинув в Аушвіці, віддавши своє життя за одного з в'язнів.
- о. Славко Барбарич - духовний наставник візіонерів у Меджугор'є
- о. Луціян Збігнев Круліковський - репресований радянським режимом, ветеран II Світової війни, опікун сиріт, кавалер ордена "Білого Орла".[9]
- о. Андрій Дептух - священник,  в'язень комуністичного режиму, був священником понад 70 років.
- о. Рафал Керницький -  настоятель латинської катедри у Львові під час комуністичної окупації.
- о. Едуард Кава - єпископ-помічник Львівської архідієцезії